# Antigénicité
L'antigénicité est la capacité d'une structure chimique (antigène ou haptène) à se lier spécifiquement à certains éléments du système immunitaire adaptatif : récepteurs des cellules T, récepteurs des cellules B ou anticorps. L'antigénicité était généralement utilisée par le passé pour désigner ce qu'on appelle à présent l'immunogénicité, et les deux termes sont encore souvent utilisés l'un pour l'autre. Cependant, l'immunogénicité stricto sensu fait référence à la capacité d'un antigène à induire une réponse immunitaire adaptative. Ainsi, un antigène peut se lier spécifiquement à un récepteur de cellules T ou B, mais ne pas induire de réponse immunitaire adaptative. Si l'antigène induit une réponse, il s'agit d'un immunogène.